# Sắc tố tế bào

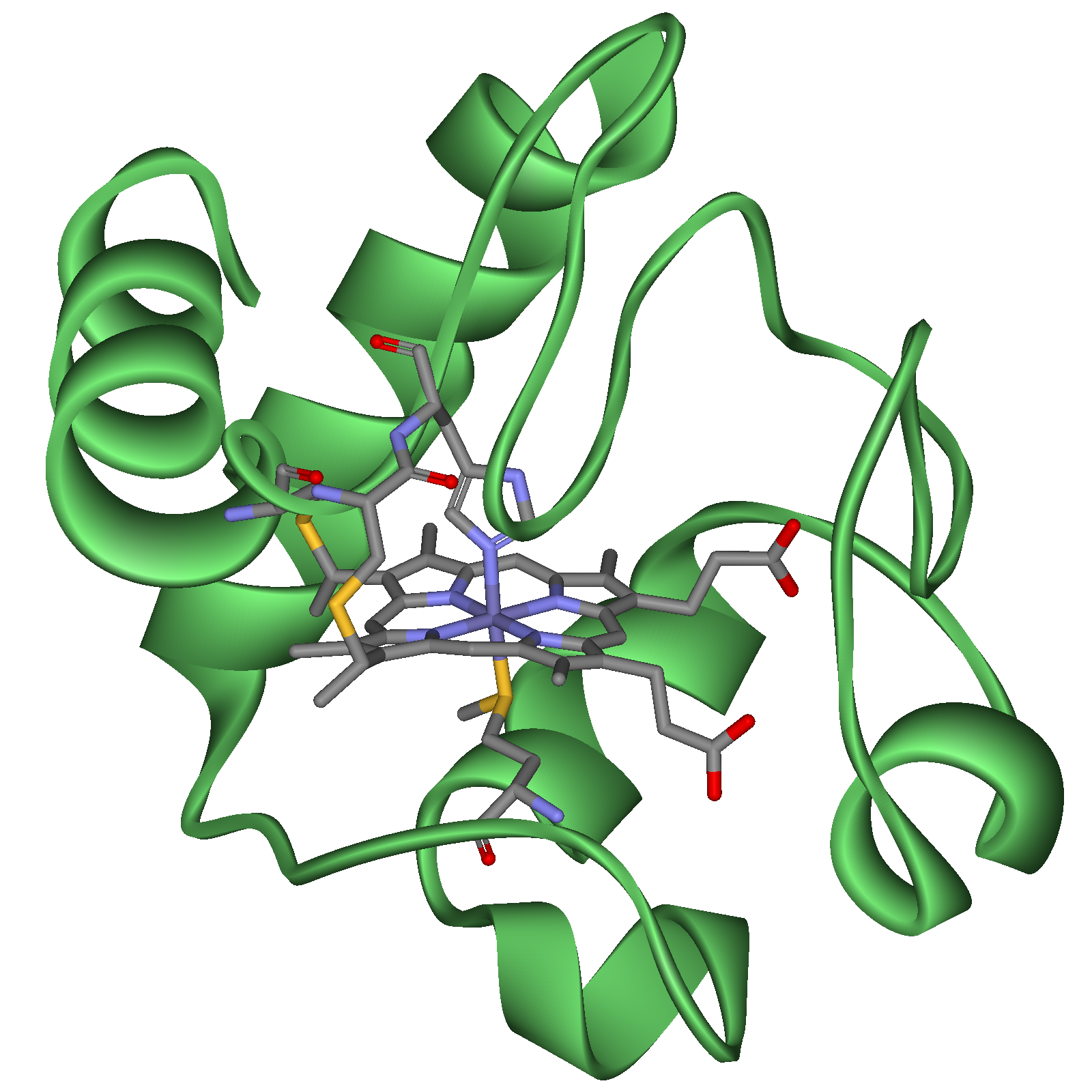
Sắc tố tế bào cytochrome c cùng với heme c.

Các sắc tố tế bào (tiếng Anh: cytochrome) là các hemeprotein gắn màng (ví dụ như màng ty thể trong) chứa các nhóm hem, có vai trò chủ yếu là tổng hợp ATP bằng cách truyền điện tử.